# Hypanthidium foveolatum
Hypanthidium foveolatum är en biart som först beskrevs av Johann Dietrich Alfken 1930.  Hypanthidium foveolatum ingår i släktet Hypanthidium och familjen buksamlarbin. Inga underarter finns listade i Catalogue of Life.